# Paula Kahumbu
Paula Kahumbu (Kenia, 1966) es una conservacionista y bióloga keniata, dedicada sobre todo al activismo en la protección de los elefantes.

## Biografía
Kahumbu nació el 25 de junio de 1966 y creció en Nairobi, Kenia, y allí asistió a la escuela primaria y secundaria en el convento de Loreto Msongari. En sus inicios estuvo inspirada por el paleontólogo y conservacionista Richard Leakey del que eran vecinos. Con una beca del gobierno de Kenia estudió Biología en la Universidad de Bristol y después se doctoró en Ecología en la Universidad de Princenton. Sus primeros estudios y trabajo de campo se centraron en los primates, su tesis de doctorado trató sobre los monos de la Reserva Nacional de Primates del Río Tana.
Antes de su doctorado Kahumbu regresó a Kenia para trabajar para el Servicio de Vida Silvestre de Kenia. Fue acusada de participar en la ahora famosa quema de colmillos televisada internacionalmente de Richard Leakey. El evento cambió su enfoque de primates a elefantes de su trabajo de doctorado. Se le otorgó una beca PETRI para asistir a la Universidad de Princeton para completar su doctorado en Ecología y Biología Evolutiva de 1994 a 2002, donde estudió a los elefantes en las colinas de Shimba en la costa de Kenia. En 2005, recibió su Certificado en el Programa para el Desarrollo de la Gestión a través del Instituto Gordon de Ciencias Empresariales de la Universidad de Pretoria.

## Trayectoria profesional
Después de recibir su doctorado, Kahumbu regresó al Servicio de Vida Silvestre de Kenia y dirigió a la delegación de Kenia a la Convención sobre Comercio Internacional de Especies en Peligro de Extinción. En 2007, Kahumbu se convirtió en directora ejecutiva de WildlifeDirect, una organización sin fines de lucro cofundada en 2004 por su mentor Richard Leakey como una plataforma para dar voz a los conservacionistas africanos. Desde entonces, la organización se ha convertido en la organización de vida silvestre más grande de África y ha cubierto una amplia gama de temas de conservación, desde proteger a los chimpancés en Sierra Leona hasta perros salvajes en Zimbabue. 
La campaña Manos fuera de nuestros elefantes fue lanzada por Kahumbu en WildlifeDirect para poner fin a la caza furtiva de elefantes y el tráfico de marfil, y recibió el apoyo de la primera dama de Kenia, Margaret Kenyatta. Al mismo tiempo, la campaña plantea cambios legislativos para luchar contra el comercio ilegal de marfil. En 2014 y en tres años más de 100 000 elefantes en todo el continente africano habían sido asesinados para extraerles sus colmillos de marfil.
Kahumbu también ejerce la docencia en la Universidad de Princeton, donde dirige un curso sobre conservación comunitaria.
Ha escrito libros para niños, coautor de best sellers mundiales como Owen y Mzee: The True Story of a Remarkable Friendship, basado en la improbable amistad de un hipopótamo y una tortuga gigante de Aldabra Owen y Mzee.

## Premios y reconocimientos
- 2011, National Geographic Buffet Award Winner por el trabajo de conservación en África, 2011.[16]
- 2011, National Geographic: Premio Emerging Explorer.[17]
- 2013, Persona del año por Organización de las Naciones Unidas.[18]
- 2014, Order of the Grand Warrior Award del gobierno de Kenia.[19]
- 2014, Premio Whitley.[19]
- Round Square Idealist.[20]